# Synagogue de Cetate
La synagogue Cetate est un lieu de culte juif de Timișoara, situé rue Mărăşeşti dans le quartier Cetate (Belváros en hongrois, Innere Stadt en allemand). Elle a été construite entre 1863 et 1865 en style mauresque. La synagogue se trouve dans le quartier central de Cetate, d'où elle tire son nom. La synagogue de la ville a été inscrite sur la liste des monuments historiques du județ de Timiș en 2004 .

## Architecture
La synagogue Cetate est l'un des bâtiments les plus distinctifs et originaux de la ville. Elle a un plan rectangulaire avec un dôme et des arcs, avec un vestibule et deux tours du côté ouest. Son élément caractéristique est la façade avec deux tours massives qui intègrent la rue principale. La façade est construite en alternant des briques et de la céramique émaillée. Les deux tours sont complètes avec des dômes et la façade principale comprend en son centre un vitrail rond. Dans la synagogue, on entre dans un vestibule, qui comporte sur les côtés des escaliers d'accès menant aux loges réservées aux femmes et aux tours. Du vestibule on pénètre dans une pièce rectangulaire (Heikal) réservée aux hommes. Elle possède des bancs en bois sculptés et recouverts d'un dôme sur pendeloques, reliés à l'espace profond par quatre arches. Réservés aux femmes ou à l'orgue, les balcons soutenus par des piliers de fer et des fauteuils tapissés au nom des titulaires .